# Nicole Fiorentino
Nicole Fiorentino es una bajista estadounidense, exmiembro de la banda de rock alternativo The Smashing Pumpkins (donde sustituyó a Ginger Reyes y su reemplazo temporal Mark Tulin). Participó en los álbumes Teargarden by Kaleidyscope y Oceania.

## Carrera
Antes de unirse a The Smashing Pumpkins, fue miembro de Radio Vago, Veruca Salt, Spinnerette, Twilight Sleep y Light FM.
En 2010 y 2011 comenzó a trabajar ella Meghan Toohey y formaron la banda The Cold and Lovely. El 24 de abril de 2011 editaron el sencillo "No With Me".
La bajista pasó la mayor parte del tiempo de 2014 trabajando con The Cold and Lovely para un tour de verano en la costa este de Estados Unidos.
En septiembre de 2014 Billy Corgan ofreció una entrevista donde afirmó que tanto Fiorentino como Mike Byrne ya no eran miembros activos de The Smashing Pumpkins, pero continuarían manteniendo contacto.
Desde 2025 es la bajista en vivo de Garbage, formando parte de la gira en América Latina y América del Norte.

## Discografía
Con The Smashing Pumpkins
- Teargarden by Kaleidyscope vol. 3 (2010)
- Oceania (2012)

Con With Cold and Lovely
- The Cold and Lovely (2012)
- Ellis Bell EP (2013)

Con The Microdance
- ew Waves of Hope (2015)

## Vida personal
Desde 2012 la bajista está casada con su compañera de banda Meghan Toohey. Fiorentino no hizo pública su orientación sexual hasta 2015, cuando mencionó que durante su estadía en Smashing Pumpkins era partidaria de sus sentimientos y los derechos LGBT pero nunca hablaba de sus experiencias.